# Natasha Bassett

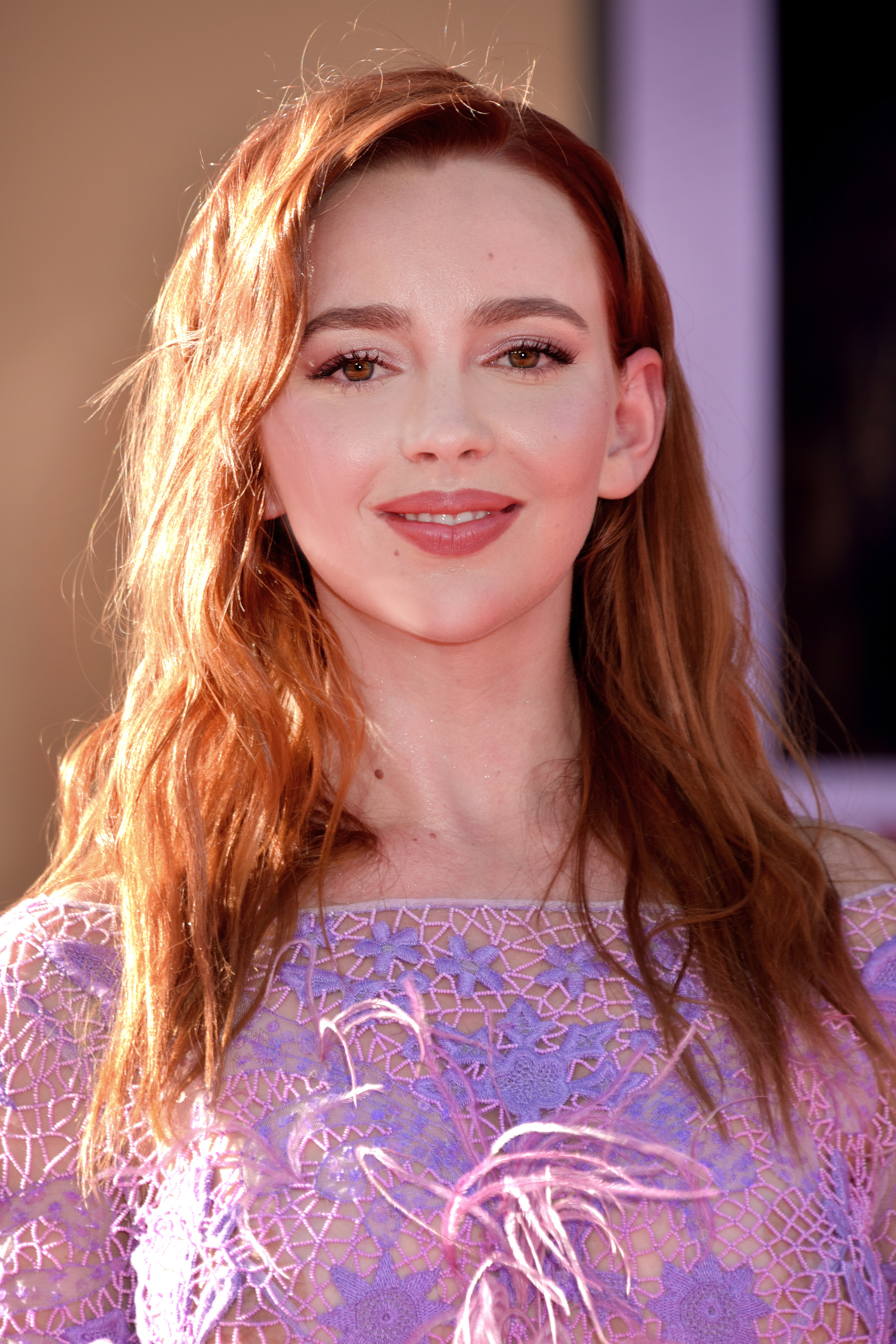
Natasha Bassett (2019)

Natasha Bassett (* um 1992 in Sydney) ist eine australische Schauspielerin.

## Leben
Natasha Bassett wuchs in ihrer Geburtsstadt Sydney auf, wo sie 2007 am Australian Theatre for Young People in Romeo und Julia auf der Bühne stand. Eine Schauspielausbildung erhielt sie am National Institute of Dramatic Art (NIDA). Unter der künstlerischen Leitung von Cate Blanchett trat sie in der Bühnenproduktion Bookends der Sydney Theatre Company auf.
2009 hatte sie im Fernsehfilm Dungoona von Reuben Field eine erste Hauptrolle als Gemma. Es folgten Episodenrollen in australischen Fernsehserien wie Rock, Cops L.A.C., Laid und Wild Boys. 2013 hatte sie in der Serie Camp eine wiederkehrende Rolle als Chloe. 2016 war sie in Hail, Caesar! mit George Clooney und Channing Tatum als Gloria DeLamour zu sehen.
In der Filmbiografie Britney Ever After von Leslie Libman verkörperte sie 2017 die Titelrolle der Britney Spears. 2018 spielte sie im US-amerikanischen Kriminalfilm-Drama Spinning Man – Im Dunkel deiner Seele die Rolle der Carrie, 2021 war sie in 12 Mighty Orphans als Opal zu sehen. In der bei den Internationalen Filmfestspielen von Cannes 2022 außer Konkurrenz uraufgeführten Filmbiografie Elvis von Baz Luhrmann über Elvis Presley spielte sie dessen erste Freundin Dixie Locke.
In den deutschsprachigen Fassungen wurde sie unter anderem von Sarah Alles (Camp), Maria Hönig (Hail, Caesar!), Sarah Kunze (Genius: Picasso) sowie von Lea Kalbhenn (Spinning Man – Im Dunkel deiner Seele) synchronisiert.

## Filmografie (Auswahl)
- 2009: Dungoona (Fernsehfilm)
- 2010: I Rock – Highway to Hell (Fernsehserie)
- 2010: Cops LAC – Lost Girls (Fernsehserie)
- 2011: Laid (Fernsehserie, Episode 1x02)
- 2011: Wild Boys (Fernsehserie, Episode 1x10)
- 2011: Culling (Kurzfilm)
- 2012: Mental
- 2012: Rake (Fernsehserie, drei Episoden)
- 2013: Kite (Kurzfilm)
- 2013: Camp (Fernsehserie, neun Episoden)
- 2013: The Last Goodbye
- 2013: In Your Dreams – Typisch Ben (Fernsehserie)
- 2014: Here’s Your Damn Family – Pilot (Fernsehserie)
- 2015: Twilight Storytellers: Sunrise (Kurzfilm)
- 2016: Hail, Caesar!
- 2016: Noodles (Kurzfilm)
- 2016: Katie Says Goodbye
- 2017: Britney Ever After (Fernsehfilm)
- 2017: The Regulars (Kurzfilm)
- 2017: House by the Lake
- 2018: Desolate
- 2018: Spinning Man – Im Dunkel deiner Seele (Spinning Man)
- 2018: But You Look So Good (Kurzfilm)
- 2018: Exit (Kurzfilm)
- 2018: Genius: Picasso
- 2019: The I-Land – The Great Globe Itself (Mini-Serie)
- 2020: Spy Intervention
- 2020: Operation Buffalo (Mini-Serie, fünf Episoden)
- 2020: Minutiae – Normality (Fernsehserie)
- 2020: The Pale Door
- 2021: Devil Town (Kurzfilm)
- 2021: 12 Mighty Orphans
- 2022: Elvis